# Ajmalina
L'ajmalina è un alcaloide estratto dalla Rauvolfia serpentina con proprietà bloccanti dei canali del sodio cardiaci e quindi inserito nella classe 1A dei farmaci antiaritmici. È riportato il suo utilizzo nella diagnosi di sindrome di Brugada. Gli individui che soffrono della sindrome di Brugada saranno più sensibili agli effetti aritmogeni del farmaco, e questo può essere osservato su un elettrocardiogramma come un sopraslivellaento del tratto ST.